# NGC 6261
NGC 6261 est une vaste et lointaine galaxie lenticulaire située dans la constellation d'Hercule. Sa vitesse par rapport au fond diffus cosmologique est de 10 549 ± 3 km/s, ce qui correspond à une distance de Hubble de 155,6 ± 10,9 Mpc (∼508 millions d'al). NGC 6261 a été découverte par l'astronome français Édouard Stephan en 1880.
Selon la base de données Simbad, NGC 6261 est une galaxie LINER, c'est-à-dire une galaxie dont le noyau présente un spectre d'émission caractérisé par de larges raies d'atomes faiblement ionisés.
La galaxie PGC 58231 située à proximité de NGC 6261 est aussi une galaxie lointaine et sa distance de Hubble est égale à 172 ± 12 Mpc (∼561 millions d'al). Étant donné les incertitudes des distances de ces deux galaxies, il se pourrait qu'elles forment une paire physique.
À ce jour, deux mesures non basées sur le décalage vers le rouge (redshift) donnent une distance de 149,500 ± 2,121 Mpc (∼488 millions d'al), ce qui est à l'intérieur des valeurs de la distance de Hubble.

## Supernova
Deux supernovas ont été découvertes dans NGC 6261 : SN 2007hu et SN 2008dt.

### SN 2007hu
Cette supernova a été découverte le 9 septembre 2007 par les astronomes amateurs Ernesto Guido, Ajai Sehgal et Tim Puckett. Cette supernova était de type Ia.

### SN 2008dt
Cette supernova a été découverte le 30 juin 2008 par D. Madison, W. Li, et A. V. Filippenko de l'université de Californie à Berkeley dans le cadre du programme LOSS (Lick Observatory Supernova Search) de l'observatoire Lick. Cette supernova était de type Ia.